# Марто-Ивановка
Марто-Ивановка (укр. Марто-Іванівка) — село в Александрийской городской общине Александрийского района Кировоградской области Украины
Население по переписи 2001 года составляло 1117 человек. Почтовый индекс — 28024. Телефонный код — 5235. Код КОАТУУ — 3510390407.